# La peste (sèrie de televisió)
La peste és una sèrie de televisió espanyola, una producció original de Movistar+ creada per Alberto Rodríguez i Rafael Cobos. Narra una història ambientada a la ciutat de Sevilla durant el segle xvi, amb el teló de fons d'una de les epidèmias de pesta que van assolar la ciutat en aquest període. Va ser presentada en la secció oficial en el Festival Internacional de Cinema de Sant Sebastià, al setembre de 2017. La primera temporada es va estrenar el 12 de gener de 2018, sota demanda en Movistar+ i en el canal #0, de la mateixa plataforma.
La sèrie va tenir una bona rebuda entre el públic, segons va manifestar Movistar+, i ha constituït la millor estrena d'una sèrie d'aquest canal. l'audiència mitjana del primer episodi en els primers quatre dies d'emissió va superar en un 40% l'anterior rècord, que va ser l'estrena a l'estiu de 2017 de la setena temporada de Game of Thrones.

## Producció i rodatge

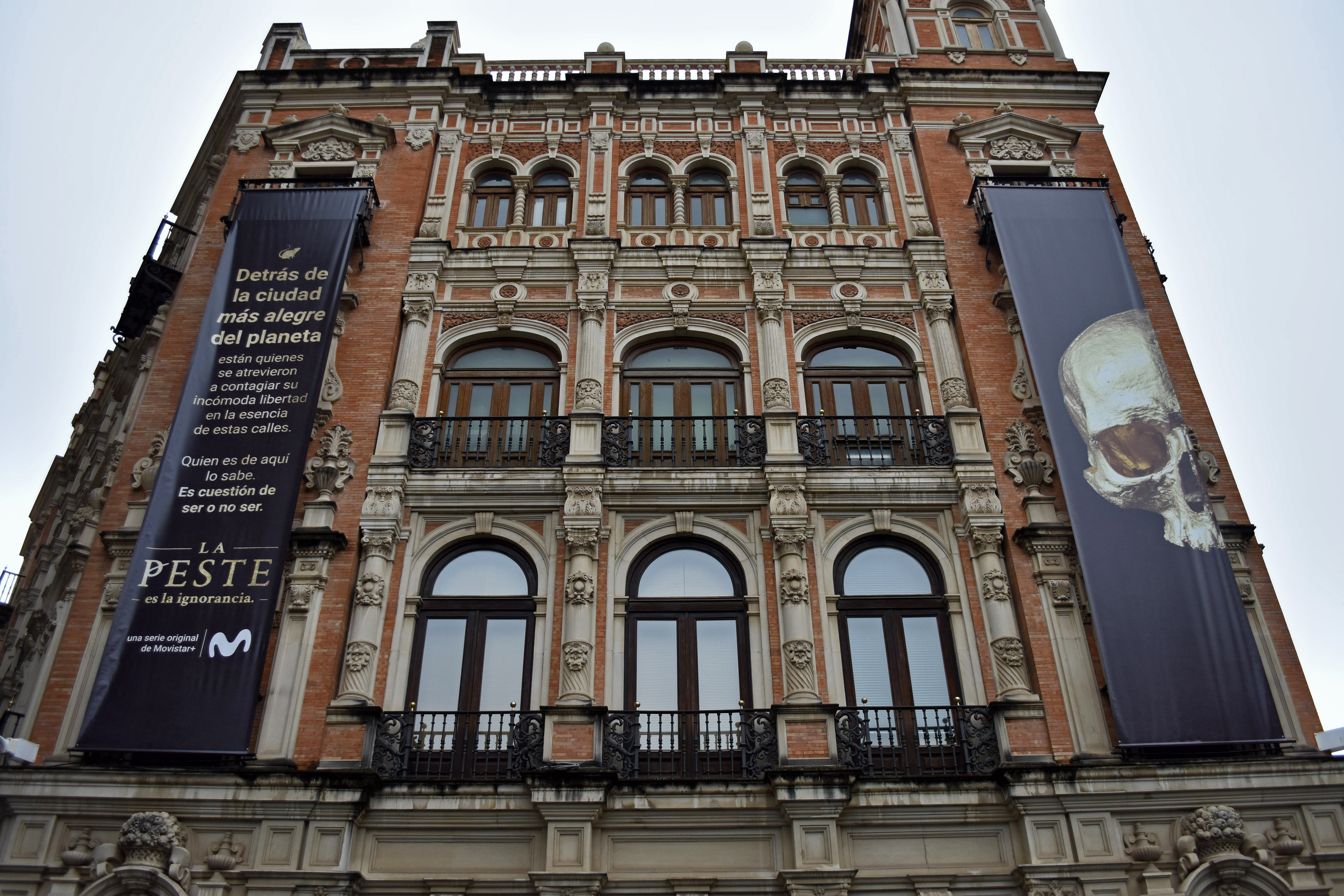
L'edifici de Telefónica de Sevilla, amb publicitat de La peste, amb motiu de la seva estrena.

La sèrie forma part dels projectes de producció de ficció pròpia de Movistar+, emmarcat dins de l'estratègia d'aquest canal per a oferir continguts diferents i exclusius. Segons el director de producció original del canal, la finalitat és generar produccions pròpies i coproduccions per a estrenar entre vuit i deu sèries anuals.
Els seus creadors han manifestat que el procés de creació de la sèrie ha suposat un viatge en el temps en el qual han hagut de reconstruir una ciutat que ja no existeix, on han cuidat al màxim els detalls per a donar una imatge realista de com era Sevilla, en la qual convivien luxosos palaus amb ravals insalubres. Una ciutat, destaquen els creadors, cosmopolita i universal en la qual per exemple un 10% de la població sevillana era negra.
Un dels elements més atractius de la sèrie ha estat la direcció artística, amb l'objectiu que l'ambientació submergeixi a l'espectador a la ciutat com si caminés per ella, que sigui capaç de fer olor les aromes del mercat i la pudor de les clavegueres; que contempli la pols de les vestidures rases i l'anyil de les piscines on es fabrica.
Alberto Rodríguez i Rafael Cobos han comptat per a aquest projecte amb el seu equip habitual de col·laboradors entre els quals es troben, el productor José Antonio Félez i el músic Julio de la Rosa. El director de fotografia és Pau Esteve. Els actors protagonistes són Paco León, Manuel Solo, Pablo Molinero, Sergio Castellanos, Patricia López Arnaiz i Lupe del Junco.

### Primera temporada
El pressupost total de la primera temporada va ser de deu milions d'euros a distribuir en sis episodis d'uns 50 minuts aproximadament cadascun. La primera temporada ha comptat amb la participació de més de 400 professionals, 2 000 figurants i gairebé 200 actors. El rodatge es va iniciar el 6 de febrer de 2017 i es va prolongar 18 setmanes, en més 130 localitzacions en les poblacions de Carmona, Garrovillas de Alconétar, Trujillo, Coria del Río i Sevilla, on rodaren a la Sala Capitular de l'Ajuntament, els voltants de la Catedral, la Casa de Pilatos i les Reials Drassanes, transformades en presó per a l'ocasió.

### Segona temporada
EAl setembre de 2017 es va confirmar la segona temporada de la sèrie per a 2019.
El 15 de novembre de 2019 es va estrenar al complet la segona temporada amb el títol "La Peste 2: La mano de la Garduña"

## Argument

### Primera temporada
Durant 1597, mentre una epidèmia de pesta negra s'estén per la ciutat de Sevilla, se succeeixen diversos assassinats de persones relacionades amb el protestantisme a la ciutat, la qual cosa porta al Inquisidor general a reclamar a Mateo, un antic militar i impressor condemnat per la mateixa Inquisició, perquè realitzi una recerca sobre els crims.

### Segona temporada
Cinc anys després de l'última gran epidèmia de pesta, Sevilla ha aconseguit reposar-se. Continua mantenint el monopoli del comerç amb les Índies i la seva prosperitat va en augment. Però també la població que es dispara aconseguint uns màxims històrics. El govern no és capaç d'alimentar als seus habitants ni d'assegurar-los uns serveis assistencials mínims. El descontentament social creix i es cristal·litza en el naixement de la Garduña, el crim organitzat, que ha pres el control de la ciutat.
Mateo rep una carta de Teresa demanant-li ajuda: Valerio està alliberant prostitutes il·legals que treballen sotmeses per a la Garduña i han intentat matar-lo. Baeza, un jove treballador del prostíbul amic de Valerio, accepta, per imposició de la Garduña l'encàrrec d'assassinar-lo. D'altra banda, arriba de Valladolid un nou assistent anomenat Pontecorvo per a governar Sevilla i decidit a acabar amb la corrupció i amb la Garduña.

## Repartiment

### Primera temporada
- Pablo Molinero, com Mateo Núñez
- Sergio Castellanos, com Valerio Huertas
- Paco León, com Luis de Zúñiga
- Manolo Solo, com Celso de Guevara
- Javier Botet
- Jesús Carroza, com Baeza
- Tomás del Estal, com el doctor Nicolás Monardes.
- Antonio Gil
- Cecilia Gómez, com la model Eugenia
- Lupe del Junco, com Leandra
- Patricia López Arnaiz, com Teresa Pinelo
- Nya de la Rubia, com Carmen Gálvez
- Paco Tous, com l'administrador de Teresa Pinelo
- Manuel Morón, com Arquímedes
- Antonio Dechent, com Pedro Lanzas
- Víctor Quintero, com Quintero
- Miko Jarry, com Alejandro Dresdener
- Óscar Corrales
- Carlo D'Ursi, com Enzo
- Ignacio Herráez
- Alejandro López Estacio, com Carmona
- Alejandro Pantany, com guarda de Teresa
- Estefanía de los Santos, com María de la O
- Fede Aguado, com Pontecorvo
- Luis Callejo, com Conrado
- Julián Villagrán, com el Flamenco

### Segona temporada[14]
- Pablo Molinero, com Mateo Núñez
- Patricia López Arnaiz, com Teresa Pinelo
- Jesús Carroza, com Baeza
- Estefanía de los Santos, com María de la O
- Sergio Castellanos, com Valerio Huertas
- Federico Aguado, com Pontecorvo
- Cecilia Gómez, com la model Eugenia
- Claudia Salas, com Escalante
- Melina Matthews, com Juana
- Luis Callejo, com Conrado
- Manuel Morón, com Arquímedes
- Julián Villagrán, com el Flamenco

## Episodis
La primera temporada consta de sis episodis, d'uns 50 minuts de durada aproximada cadascun:
- 1: La palabra (dirigit per Alberto Rodríguez)
- 2: El pacto (dirigit per Alberto Rodríguez)
- 3: El impresor (dirigit per Alberto Rodríguez)
- 4: El esclavo (dirigit per Paco R. Baños)
- 5: El hijo (dirigit per Paco R. Baños)
- 6: El nuevo mundo (dirigit per Alberto Rodríguez)

La segona temporada també consta de sis episodis:
- 1: El nuevo mundo
- 2: Escalante
- 3: Pontecorvo
- 4: Eugenia
- 5: Conrado
- 6: El viejo mundo

## Bases històriques

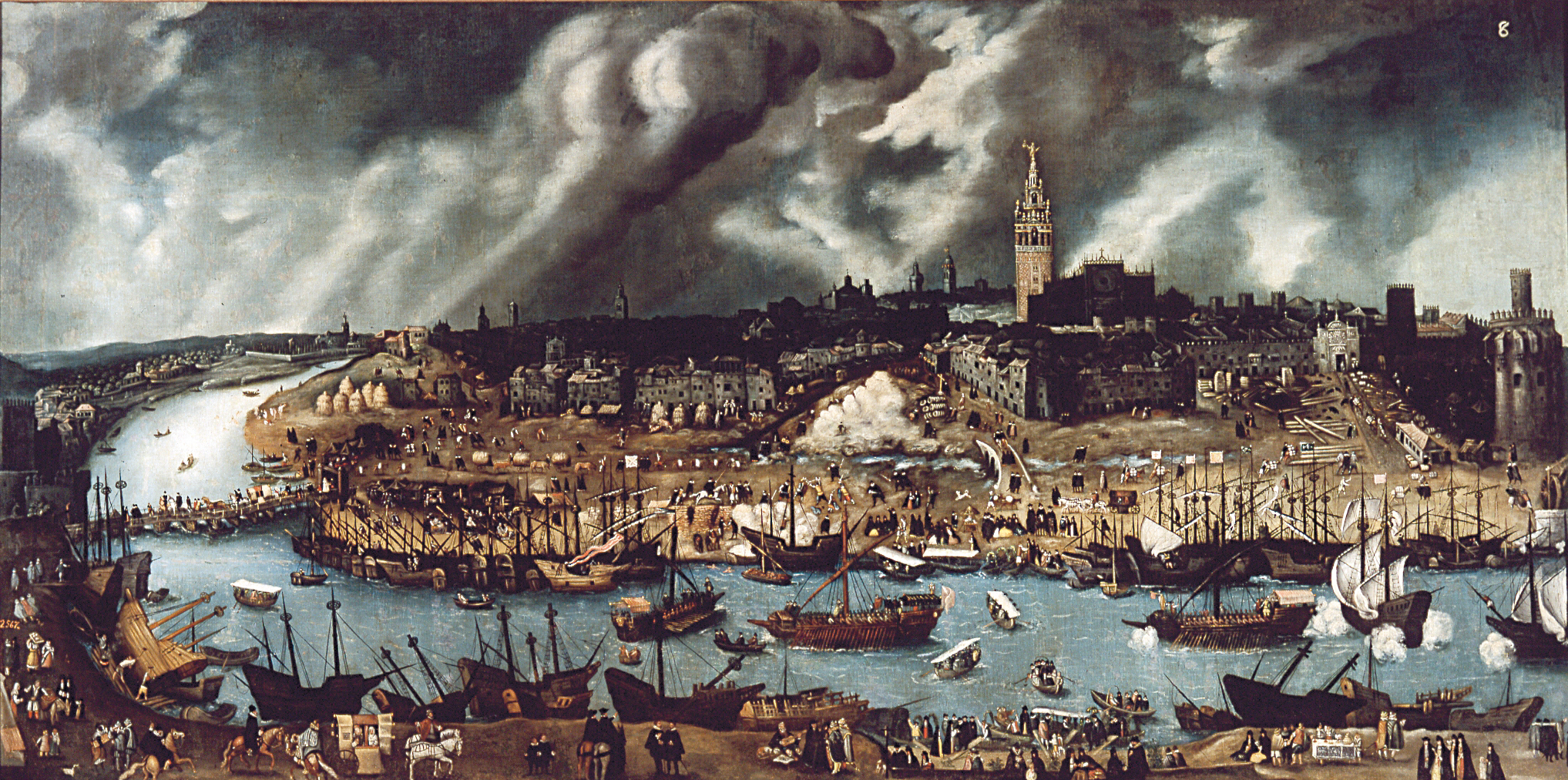
Puerto de Indias, al riu Guadalquivir.

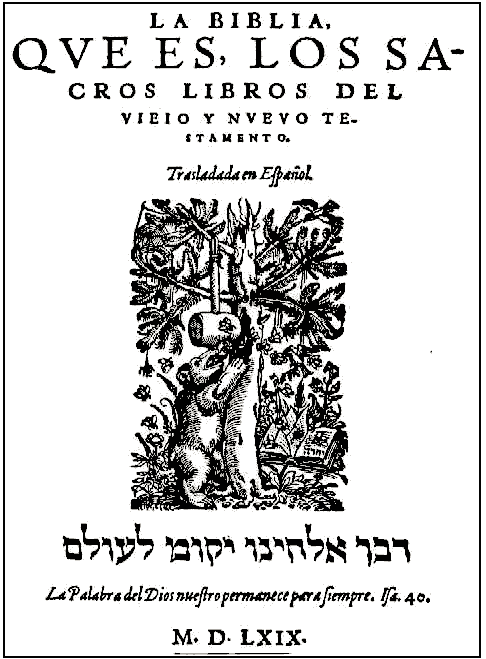
Biblia del Oso, Basilea, 1569

- Durant els segles xvi i xvii es van produir diverses epidèmies de pesta que van afectar Sevilla, la més important d'elles va tenir lloc l'any 1649 (epidèmia de 1649) en la qual es calcula van morir al voltant de 60 000 persones, el 46% de la població de la ciutat.[17]
- Puerto de Indias. En el segle xvi va ser el principal port marítim d'enllaç entre Espanya i Amèrica. Mantenia un monopoli d'entrada i sortida de mercaderies amb les Índies. Se situava en la riba del Guadalquivir, entre la Torre del Oro i el Puente de Barcas (Sevilla).[18]
- Castell de San Jorge. Antiga fortalesa situada en el barri de Triana (Sevilla). Des de 1481 fins a 1785 va ser seu de la inquisició. En el seu interior es trobava la presó en la qual eren tancats i interrogats els detinguts pel Sant Ofici.[19]
- Mancebía de Sevilla. Barri històric situat en les proximitats de la Puerta del Arenal en el qual s'exercia de forma generalitzada la prostitució.[20]
- Casa de la Contractació d'Índies. Institució creada en 1503 a Sevilla per a fomentar i regular el comerç i la navegació amb els territoris espanyols en Ultramar. Gestionava un monopoli de comerç espanyol amb les Índies, de tal forma que en alguns períodes del segle xvi i XVIII va arribar a rebre procedent d'Amèrica 27.000 quilos de plata i 40.000 quilos d'or a l'any.[21]
- Cárcel Real de Sevilla. Es trobava en un edifici d'origen medieval que es va mantenir en ús com a presó fins al segle xix. Va tenir presos il·lustres del Segle d'Or Espanyol, entre ells Miguel de Cervantes.[22]
- Cofradía de los Negros. Va ser fundada cap a 1393 pel cardenal Gonzalo de Mena y Roelas a la capella de l'hospital de los Ángeles, per a acollir als negres. Fins a mitjan segle xix només van admetre germans de raça negra. En el segle XXI continua realitzant estació de penitència a la Catedral de Sevilla en la nit del Dijous Sant.[23]
- Monestir de San Isidoro del Campo. Monestir jerònim situat a la localitat de Santiponce, molt pròxim a Sevilla, en el qual es va desenvolupar un focus de protestantisme que va ser descobert per la inquisició. Alguns monjos com Casiodoro de Reina van aconseguir fugir, però altres van ser capturats, reclosos al castell de San Jorge i cremats en diversos actes de fe.[24]
- Hospital de las Cinco Llagas de Sevilla, de Sevilla, va ser fundat en 1500. Va constituir el principal hospital de la ciutat fins al segle xx. Actualment és la seu del Parlament d'Andalusia.
- Casiodoro de Reina. Religiós espanyol de l'Orde de Sant Jeroni que va fugir de Sevilla perseguit per la inquisició. A Basilea va publicar la "Biblia del oso", primera traducció completa de la Bíblia al castellà.[25]
- Jácome Cromberger. Impressor sevillà del segle xvi fill de Juan Cromberger i net de Jacobo Cromberger.[26]
- Fernando de Valdés y Salas. Eclesiàstic espanyol, bisbe de Sevilla i inquisidor general entre 1547 i 1566. Va ser autor d'un dels més famosos índexs de llibres prohibits en 1559. Les seves fanàtiques actuacions com a inquisidor es van cobrar nombroses vides en diferents actes de fe.[27]
- Nicolás Monardes (Sevilla, 1508 — ibídem, 1588) va ser un destacat metge i botànic espanyol. Va introduir a Europa nombroses plantes medicinals americanes, les propietats de les quals va investigar i va descriure extensament.[28]
- La Garduña (societat secreta)